# Caldera (Chile)
Caldera es una ciudad y comuna del Norte Chico de Chile, perteneciente a la Provincia de Copiapó, en la Región de Atacama. Es puerto minero, pesquero y agrícola, ubicado a 75 kilómetros de la ciudad de Copiapó (capital regional). Además Caldera está situada en una zona de interés turístico.
La ciudad fue fundada el 20 de noviembre de 1849, mediante Decreto con Fuerza de Ley firmado por el entonces Presidente de la República Manuel Bulnes y el ministro del Interior José Joaquín Pérez.

## Historia
El territorio donde actualmente se sitúa la ciudad fue sacudido el 31 de agosto de 1420 por un megaterremoto de 8,8 a 9,4, el primer gran terremoto registrado en la historia de Chile.
La creación del puerto de Caldera se debió a la construcción del primer ferrocarril chileno por parte de la recién creada Compañía de Ferrocarriles de Copiapó, como resultado de la necesidad de contar con un puerto de embarque para la producción de minerales existente por aquel entonces, y que provenían de las minas Chañarcillo y Tres Puntas. Es por ello que por Decreto Supremo del 21 de septiembre de 1850, la por entonces pequeña caleta de Caldera se convirtió en un puerto de real importancia a nivel nacional.
Al año siguiente, el 25 de diciembre de 1851, comenzaba el primer viaje del primer ferrocarril de Chile, el Ferrocarril Caldera-Copiapó, recorriendo el corto, pero significativo tramo de Caldera a Monte Amargo. Esta locomotora hizo este recorrido, no solo transportando minerales, sino que también comenzó un tráfico constante de pasajeros entre Caldera y Copiapó, que no tardó en darle nuevos bríos al naciente puerto, comenzando a fructificar las labores comerciales, convirtiendo a Caldera en una ciudad con todos los adelantos propios de la época.

### SigloXIX

#### Decreto de Ley de Creación de Caldera
“Santiago, Septiembre 21 de 1850.”
“N° 228.- En uso de la autorización que por la ley de 21 de noviembre de 1846 se confiere al Poder Ejecutivo para establecer poblaciones en los puertos habilitados para el comercio, y siendo vacantes los terrenos del puerto de la Caldera que se halla en este caso;
Art.1°.- Establézcase una población en el mencionado puerto de la Caldera, elijiéndose [sic] los terrenos necesarios en la parte más central de él.
Art.2°.- Autorizase al Intendente de Atacama para que haga levantar el respectivo plano de los terrenos en que dicha población debe formarse, con la designación de los lugares en que han de construirse los edificios fiscales, y la distribución de los sitios que deben enajenarse a particulares.
Art. 3°.- Estos sitios serán vendidos a censo redimible del cuatro por ciento anual, tan luego como el Gobierno haya prestado la competente aprobación al plano que se manda levantar por este decreto. Los dueños de casa edificadas en el actual puerto, que quisieren trasladarse al nuevo, serán preferidos en a colocación, según sea el lugar que ocupen.
Art. 4°.- Autorizase asimismo al Intendente para que haga levantar los planos y formar los presupuestos de los edificios fiscales.
Tómese razón, comuníquese y publíquese.
M. Bulnes, Antonio Varas"

Francisco Astaburoaga escribió en 1899 en su Diccionario Geográfico de la República de Chile: 102  sobre el lugar:

Caldera.-—Ciudad y puerto principal del departamento de Copiapó, situado en los 27° 04' Lat. y 70° 50' Lon. La población ocupa una meseta baja y árida al borde de la playa, y se extiende en calles anchas y rectas con edificios de buen aspecto. Posee una iglesia, erigida en parroquial el 22 de junio de 1854, una estación del primer ferrocarril, construido en la América del Sur, comenzado aqui en marzo de 1850, edificios de aduana, escuelas gratuitas, oficinas de registro civil, de correo y telégrafos, establecimientos de fundición de minerales y de otras industrias, y una población de 2,129 habitantes. Su puerto es uno de los mejores del Pacifico, formado de una bahía espaciosa y abrigada, cuya figura de caldera sugirió la denominación, y está provisto de buenos muelles, en especial el del ferrocarril, de 85 metros de largo, que interna en la rada con un ancho de 11, al que atraca toda clase de buques, y su correspondiente faro situado en el ángulo sudoeste de la misma bahía. En ella desembarcó el Presidente, después virrey del Perú, Don Ambrosio O'Higgins en 2 de diciembre de 1788 en su visita de inspección del partido de Copiapó, á cuyo tráfico servía desde los años de 1650 ó antes. Pero en 1811 este puerto fué reemplazado por el de Copiapó, junto á la desembocadura del río de este nombre, y no volvió á restablecerse aqui hasta agosto de 1842. Principiados en 1850 los trabajos del referido ferrocarril, que recorre hacia el E. hasta la ciudad de Copiapó una distancia de 81 kilómetros, se trazó la planta y se estableció la actual población de Caldera, en conformidad del decreto de 21 de setiembre de ese año. La ley de 12 de julio de 1853, la erigió en capital del departamento, creado por la misma. Mas, la de 14 de enero de 1884 le quitó ese carácter, suprimiendo el departamento, aunque se le conserva el de asiento de municipalidad. Dista al N. de Valparaíso 616 kilómetros.

Posteriormente, el geógrafo Luis Risopatrón describe a Caldera en su libro Diccionario Jeográfico de Chile en el año 1924:: 119 

Caldera (Puerto de) 27° 03' 70° 51'. Es excelente i mui abrigado, de forma de una caldera, se abre hacia el N del puerto de Calderilla i ha sido habilitado para el comercio en agosto de 1842; tiene un buen muelle, peces en sus aguas i escasos mariscos en los puntos roqueños de la costa, que en jeneral está cubierta con arena suelta, en cuyas inmediaciones sé han abierto pozos, cuya agua sirve para los usos domésticos i la bebida de los animales. Se encuentra en él hundido por un torpedo el 23 de abril de 1891, el «Blanco Encalada»; se ha rejistrado a 28 m de altitud, 11,7 mm de agua caida, en 9 dias de lluvia, con 3,6 mm de máxima diaria i 27° C de temperatura máxima en 1920.

## Medio ambiente

### Geomorfología y componentes abióticos
La comuna de Caldera se encuentra emplazada en las unidades geomorfológicas de Pampa ondulada o austral, Pampa transicional, Planicie marina o fluviomarina, Farellón costero y Cordillera de la costa; y presenta según la clasificación climática de Köppen clima desértico cálido (BWh), clima desértico cálido de lluvia invernal (BWh (s)), clima desértico frío de lluvia invernal (BWk (s)), clima semiárido (BSk), clima semiárido de lluvia invernal (BSk (s)) y clima semiárido de lluvia invernal e influencia costera (BSk (s) (i)).
| Parámetros climáticos promedio de Caldera, Chile | Parámetros climáticos promedio de Caldera, Chile | Parámetros climáticos promedio de Caldera, Chile | Parámetros climáticos promedio de Caldera, Chile | Parámetros climáticos promedio de Caldera, Chile | Parámetros climáticos promedio de Caldera, Chile | Parámetros climáticos promedio de Caldera, Chile | Parámetros climáticos promedio de Caldera, Chile | Parámetros climáticos promedio de Caldera, Chile | Parámetros climáticos promedio de Caldera, Chile | Parámetros climáticos promedio de Caldera, Chile | Parámetros climáticos promedio de Caldera, Chile | Parámetros climáticos promedio de Caldera, Chile | Parámetros climáticos promedio de Caldera, Chile |
| Mes                                              | Ene.                                             | Feb.                                             | Mar.                                             | Abr.                                             | May.                                             | Jun.                                             | Jul.                                             | Ago.                                             | Sep.                                             | Oct.                                             | Nov.                                             | Dic.                                             | Anual                                            |
| ------------------------------------------------ | ------------------------------------------------ | ------------------------------------------------ | ------------------------------------------------ | ------------------------------------------------ | ------------------------------------------------ | ------------------------------------------------ | ------------------------------------------------ | ------------------------------------------------ | ------------------------------------------------ | ------------------------------------------------ | ------------------------------------------------ | ------------------------------------------------ | ------------------------------------------------ |
| Temp. máx. media (°C)                            | 32                                               | 30                                               | 28                                               | 28                                               | 25                                               | 24                                               | 22                                               | 23                                               | 27                                               | 27                                               | 29                                               | 31                                               | 27.2                                             |
| Temp. media (°C)                                 | 25                                               | 24                                               | 21                                               | 20                                               | 19                                               | 16                                               | 16                                               | 17                                               | 18                                               | 18                                               | 21                                               | 23                                               | 19.8                                             |
| Temp. mín. media (°C)                            | 16                                               | 15                                               | 14                                               | 13                                               | 12                                               | 9                                                | 8                                                | 7                                                | 10                                               | 11                                               | 13                                               | 16                                               | 12                                               |
| Precipitación total (mm)                         | 5.4                                              | 2.1                                              | 0.1                                              | 0.1                                              | 0.1                                              | 1.2                                              | 3.8                                              | 3.5                                              | 3.2                                              | 1.5                                              | 0.9                                              | 0.6                                              | 22.5                                             |
| Horas de sol                                     | 266                                              | 256                                              | 239                                              | 216                                              | 216                                              | 226                                              | 236                                              | 245                                              | 254                                              | 251                                              | 258                                              | 262                                              | 2925                                             |
| [cita requerida]                                 |                                                  |                                                  |                                                  |                                                  |                                                  |                                                  |                                                  |                                                  |                                                  |                                                  |                                                  |                                                  |                                                  |

Esta además se halla entre las cuencas hidrográficas de Costeras e Islas entre el Río Salado y el Río Copiapó, Costeras entre el Río Copiapó y Quebrada Totoral, Quebrada Totoral y Costeras hasta Quebrada Carrizal y Río Copiapó.

### Componentes bióticos

Trazado simplificado de los ecosistemas y cuerpos de agua presentes en la comuna de Caldera.

Dentro del territorio de la comuna se pueden hallar los siguientes ecosistemas:
- Matorral desértico mediterráneo costero donde predominan Euphorbia lactiflua y Eulychnia saint-pieana (Preocupación menor)
- Matorral desértico mediterráneo costero donde predominan Heliotropium floridum y Atriplex clivicola (Preocupación menor)
- Matorral desértico mediterráneo interior donde predominan Oxyphyllum ulicinum y Gymnophyton foliosum (Preocupación menor)
- Matorral desértico mediterráneo interior donde predominan Skytanthus acutus y Atriplex deserticola (Preocupación menor)

### Medidas de protección ambiental y conflictos socioambientales
Hasta 2022, la comuna de Caldera cuenta con las siguientes zonas que cuentan con algún nivel de protección ambiental:
- Área Marina Costera Protegida Punta Morro - Desembocadura río Copiapó - Isla grande de Atacama (Área Marina Costera Protegida)[12]
- Bahía Salada (Sitios ERB)[13]
- Cerro Ballena (Bien Nacional Protegido)[14]
- Granito Orbicular (Bien Nacional Protegido)[15]
- Isla Grande (Bien Nacional Protegido)[16]
- Monte Amargo (Sitios ERB)[17]
- Morro- Desembocadura Río Copiapó (Bien Nacional Protegido)[18]
- Obispito (Sitios ERB)[19]
- Piedra Colgada (Sitios ERB)[20]
- Quebrada del Morel (Sitios ERB)[21]
- Quebrada El León (Sitios ERB)[22]
- Quebrada Leones (Bien Nacional Protegido)[23]
- Río Copiapó (Sitios ERB)[24]
- Santuario de la Naturaleza Desembocadura Río Copiapó (Santuario de la Naturaleza)[25]
- Santuario de la Naturaleza Granito Orbicular (Santuario de la Naturaleza)[26]
- Zona Desierto Florido (Sitios Ley 19.300)[27]

## Administración
Caldera pertenece al Distrito Electoral n.º 4 y a la 4ª Circunscripción Senatorial (Atacama). Es representada en la Cámara de Diputados del Congreso Nacional por los diputados Juan Santana (PS), Daniella Cicardini (PS), Nicolás Noman (UDI), Sofía Cid (RN) y Jaime Mulet (FREVS). A su vez, es representada en el Senado por los senadores Yasna Provoste (DC) y Rafael Prohens (RN). Su alcaldesa es Brunilda González Anjel (PPD) la cual es asesorada por los concejales:
- Claudio Álvarez Robles (PS )
- Daisy Cortés Dorador (PS)
- Rebeca Salinas Bernal (PS)
- Luisa Collarte Márquez (RN)
- Christian Muñoz Tapia (PR)
- Zarko Sepúlveda Machuca (PPD)

## Economía

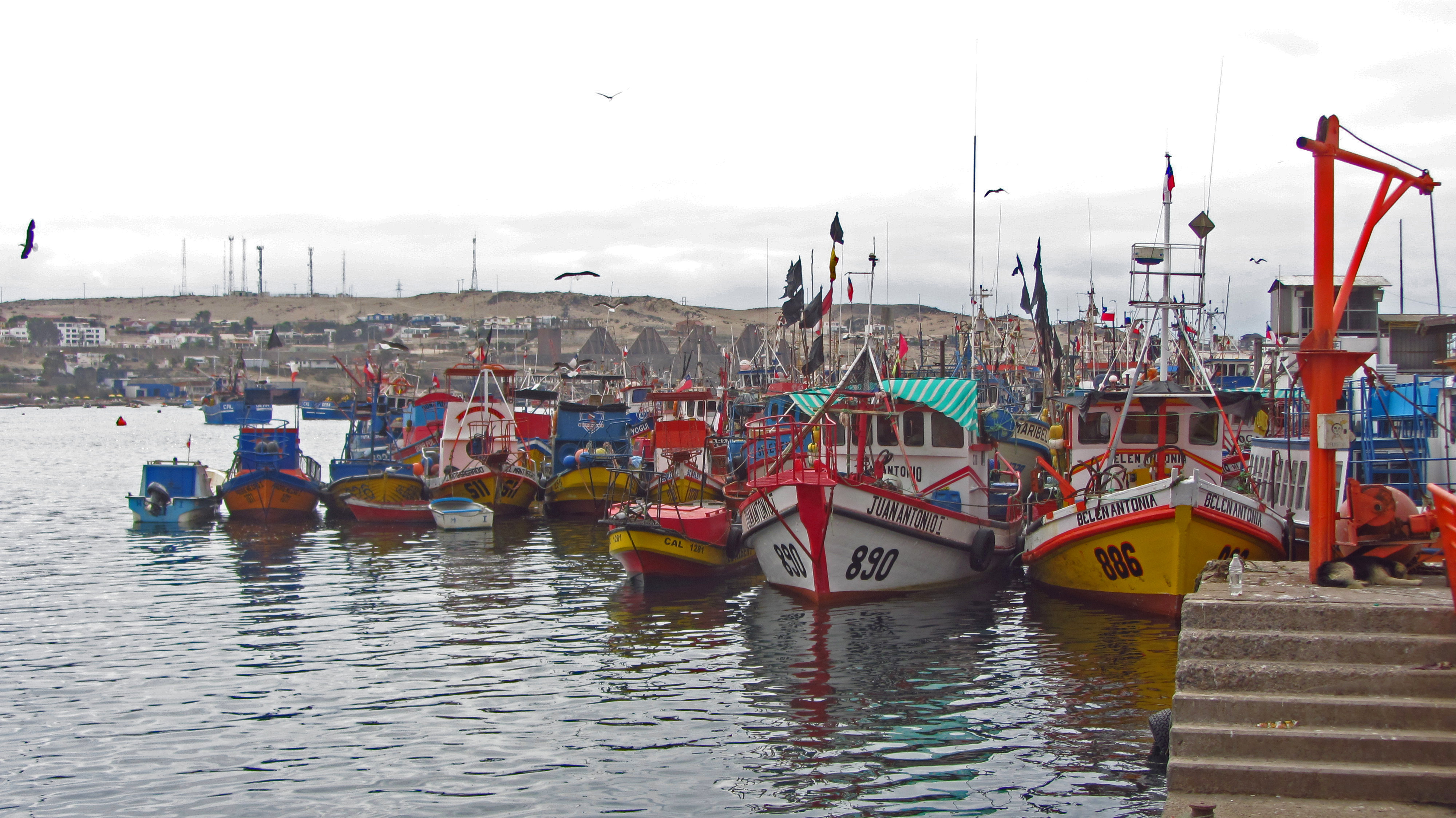
Caleta de Caldera, donde se realiza y promueve la pesca artesanal.

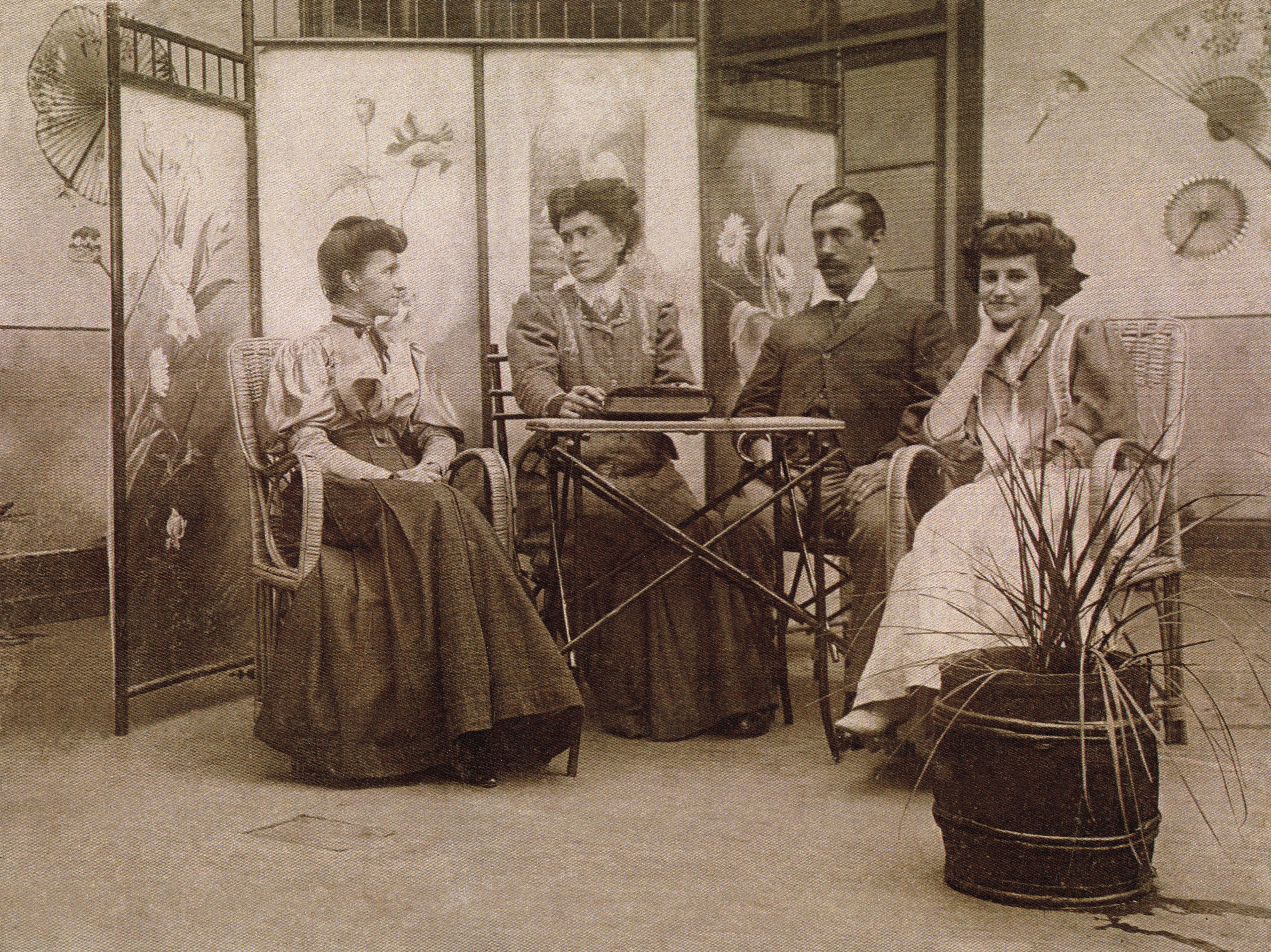
Familia en la ciudad de Caldera (1925).

La economía se basa en la pesca y productos del mar. También son de importancia las tareas de tipo portuario, realizándose un importante flujo de exportación de uvas hacia mercados internacionales y también realizándose la estiva de minerales como el cobre y hierro. La pesca artesanal e industrial, es de suma importancia en donde abundan empresas pesqueras, destacándose claramente las faenas de fabricación de harina de pescado y los cultivos de algunos moluscos como los ostiones, abalones, erizos, pulpos, para consumo nacional y especialmente para la exportación al exigente mercado asiático y europeo. Es por esto que el grueso de la población laboral de la ciudad trabaja en este rubro.
Fundamental resulta durante la época estival el turismo en la comuna, es el punto más importante en la Región de Atacama y el cual recibe la mayor cantidad de turistas extranjeros y veraneantes nacionales, lo cual entrega directa e indirectamente una gran cantidad de recursos económicos a la ciudad.
[2019] Sello Municipalidad Turística. La comuna presenta además un importante sello turístico con una incipiente economía turística relacionada con sus paisajes naturales, 176 km de costa, gastronomía y seguridad. Se cuenta con bondades naturales que permiten el desarrollo de actividades al aire libre y deportivas como surf, bodyboard, senderismo, velerismo, sup, escalada, windsurf, entre otros.
En 2018, la cantidad de empresas registradas en Caldera fue de 253. El índice de complejidad económica (ECI) en el mismo año fue de -0,12, mientras que las actividades económicas con mayor índice de ventaja comparativa revelada (RCA) fueron actividades de mantenimiento físico y corporal (baños turcos y saunas) (127,27), pesca industrial (115,62) y elaboración de congelados de pescados y mariscos (59,08).

## Sitios de interés

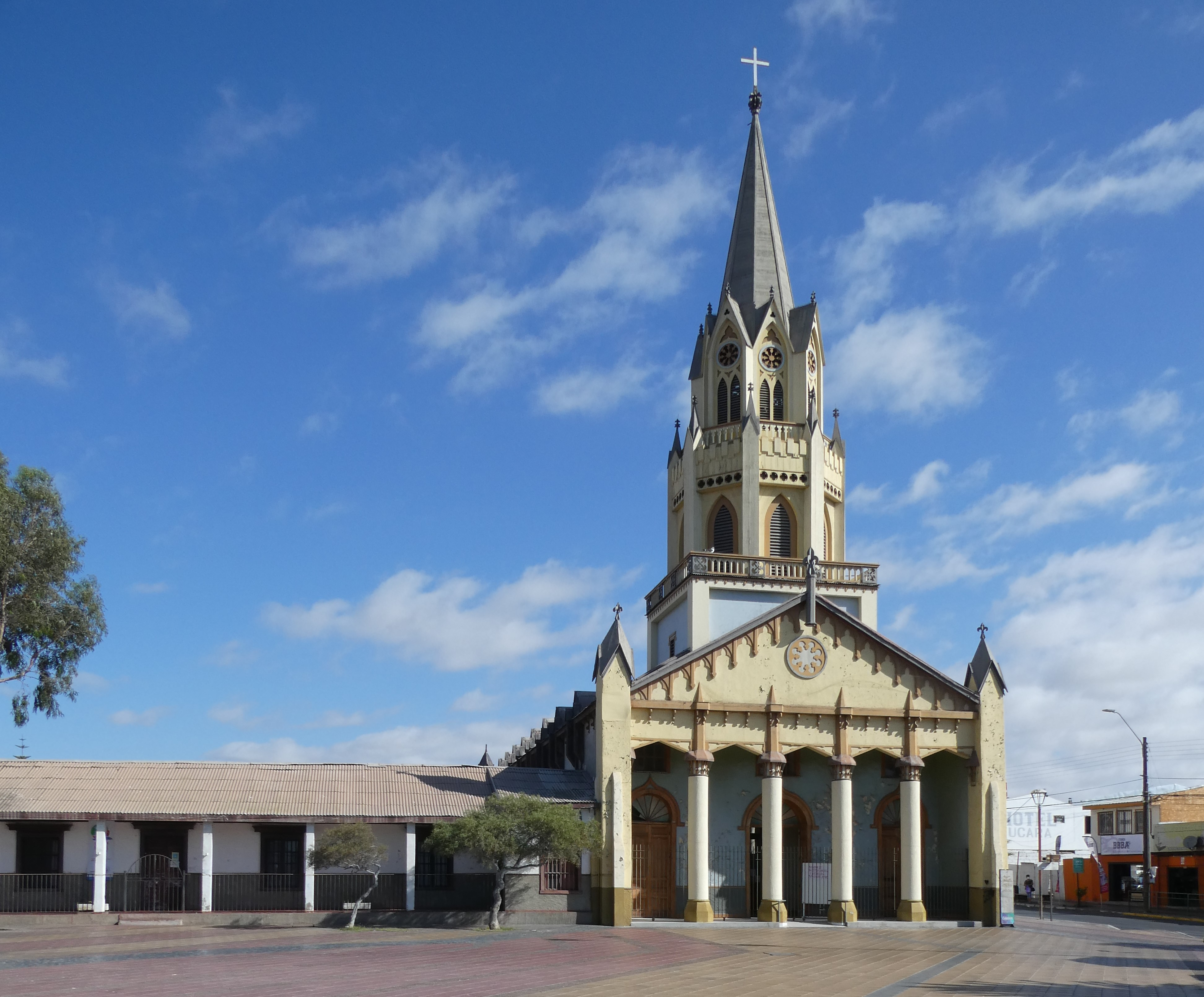
Iglesia de San Vicente de Paul (Caldera).

### Urbanos
- Iglesia de San Vicente de Paul en Caldera: construida a partir de 1862 en madera, con piso de piedra y una torre de estilo neogótico. En su interior se encuentran esculturas como la del santo titular, o una imagen de la Virgen de Dolores, traída desde el Perú tras las campañas militares durante la guerra del Pacífico.

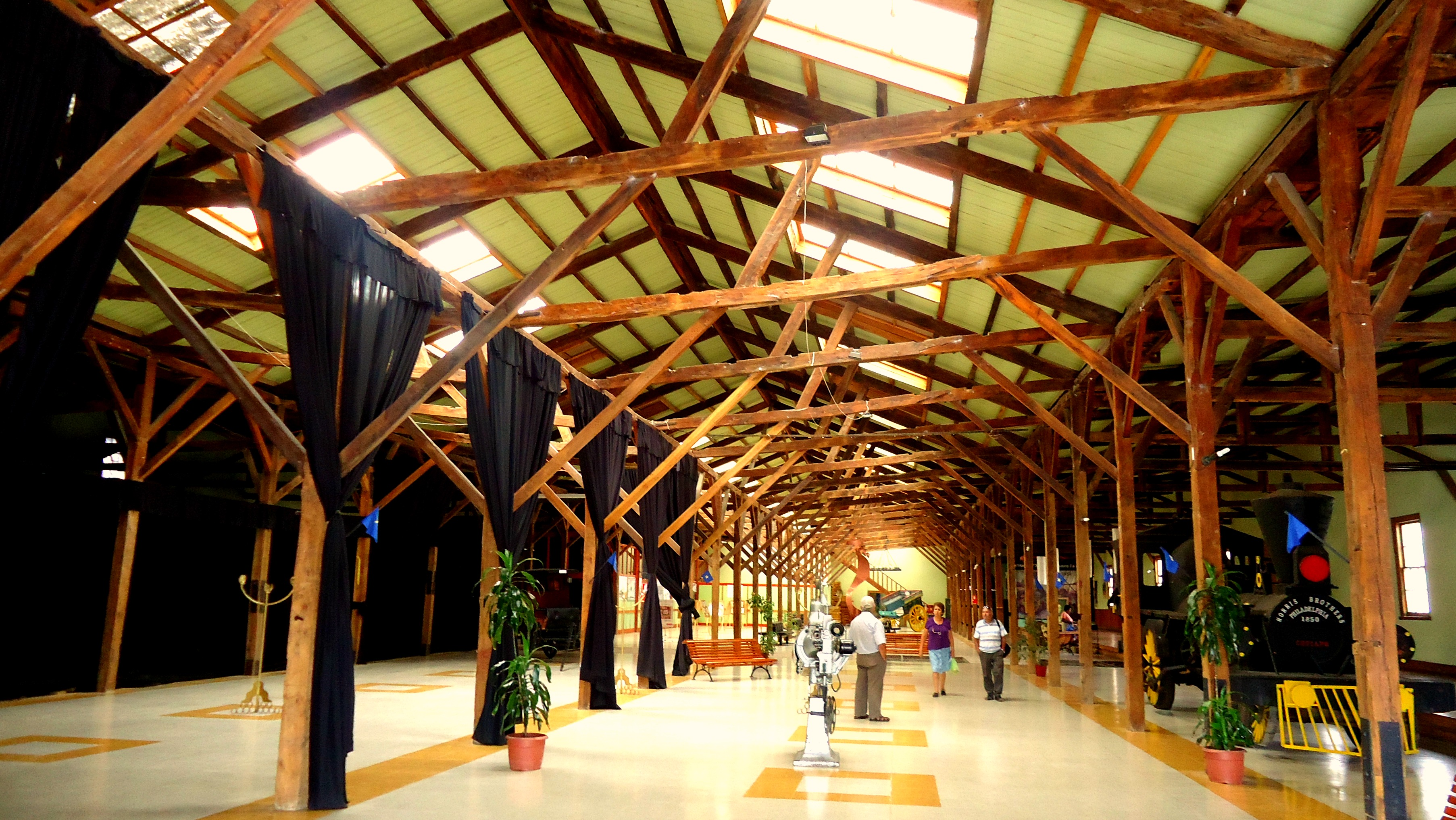
Interior de la antigua estación de ferrocarriles de Caldera.

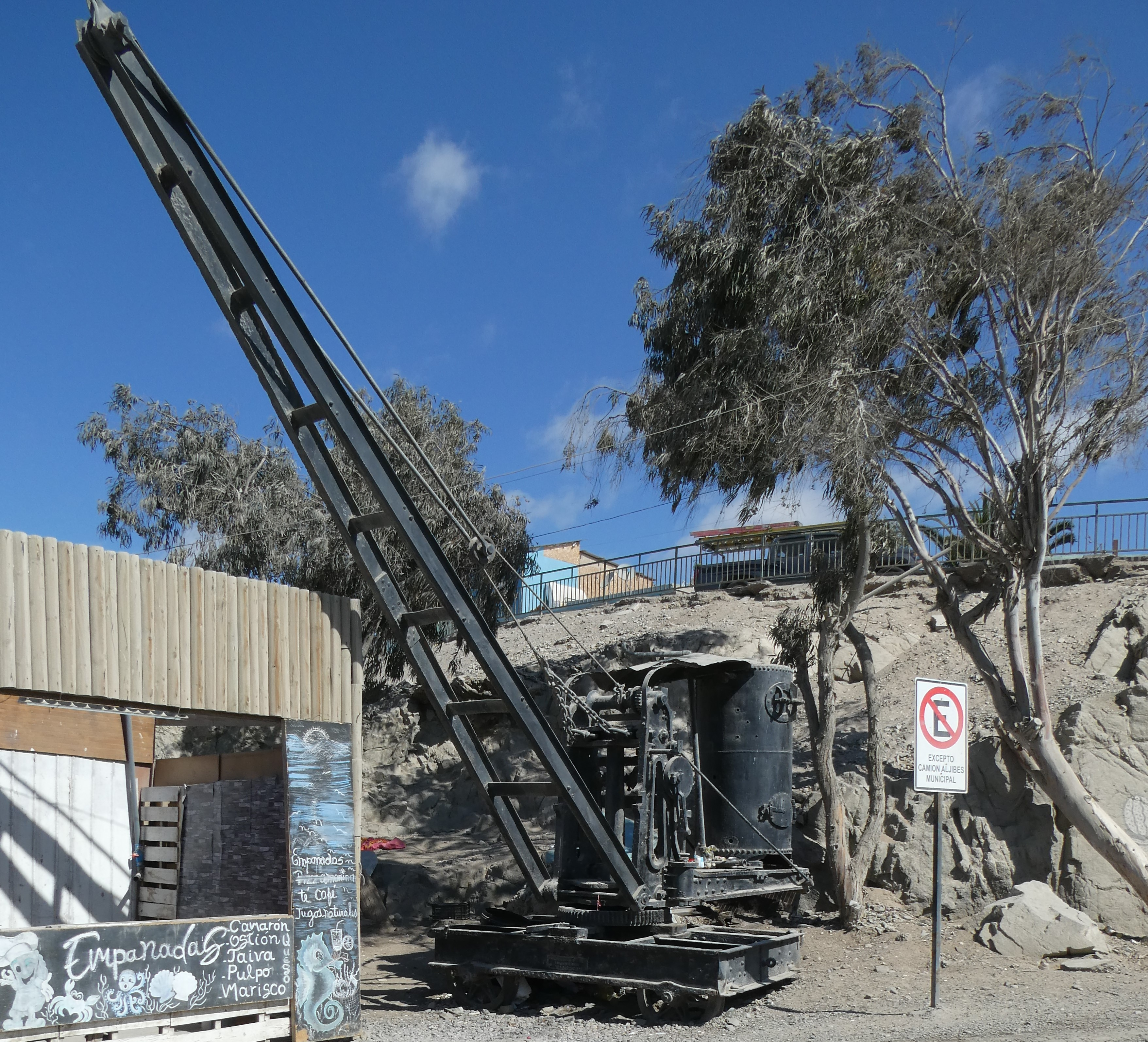
Grúa de vapor, o pescante ferroviario. Estación de Caldera.

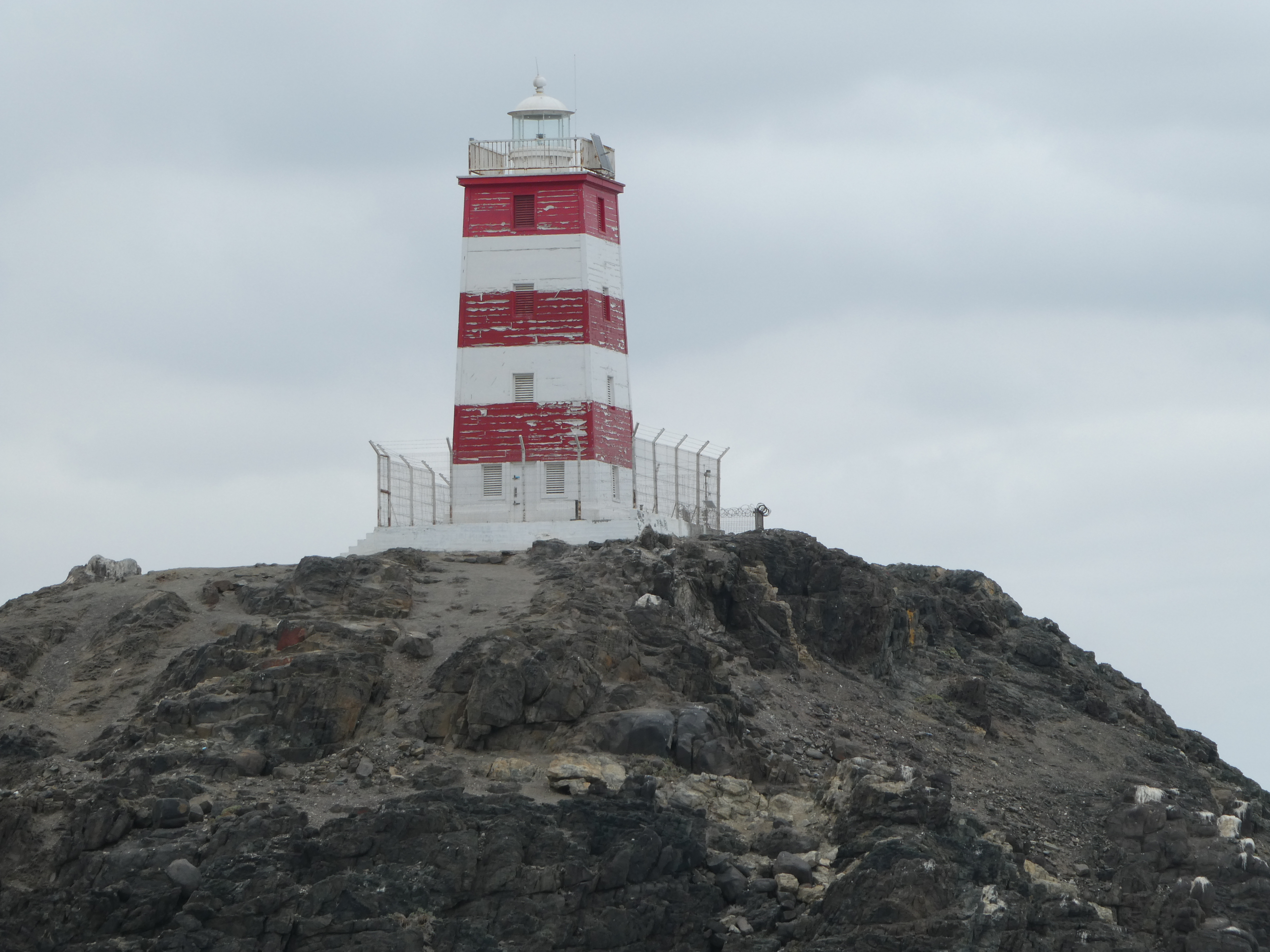
Faro de Punta Caldera.

- Estación Caldera: primera estación ferroviaria en Chile. Su construcción fue hacia 1850, con las obras del Ferrocarril Caldera-Copiapó, primero del país y tercero en América del Sur (donde el primer ferrocarril fue en la Guayana británica y el segundo entre Lima y Callao en Perú). La estación fue diseñada para albergar en su interior un tren completo con el fin de proteger mediante grandes portones la valiosa carga de mineral de plata de Chañarcillo. Los muros fueron de cañas de Guayaquil y barro, con una techumbre de madera de pino oregón. En su interior tenía un andén de pasajeros y tres líneas de carga, todo ello cubierto por un gran galpón de 82 metros de largo por 32 metros de ancho. 
 Por ser el punto de partida del ferrocarril a Copiapó, alrededor del edificio principal se estableció una verdadera ciudadela con dos casas de máquinas, talleres, fundiciones de fierro y bronce, talleres de carrocerías y carpintería, casas para el personal, maestranzas, etc. El desuso durante el siglo XX llevó a la desmantelación de gran parte de las infraestructuras, quedando hoy sólo la estructura principal, la que fue declarada monumento nacional en 1964 y restaurada en 1999. Actualmente alberga el Centro Cultural Estación Caldera y el Museo Paleontológico de Caldera. Detrás de la estación se encuentra una antigua grúa de vapor, o pescante ferroviario, con placas de la maestranza Morrison y Cía, ingenieros. Valparaíso.
- Antigua Aduana: edificio de estilo neoclásico construido en 1910. Ubicado en el sector del puerto, en la intersección del paseo peatonal José Francisco Gana y la costanera Guillermo Wheelwright, fue restaurado y convertido en el Centro de Desarrollo Cultural de la Universidad de Atacama, con salas de exposiciones y museos mineralógico e histórico.
- Cementerio Laico de Caldera: primer cementerio laico de Chile, fue inaugurado el 20 de septiembre de 1876. En su sector histórico, los mausoleos y tumbas tienen estructuras de fierro fundido realizadas por artesanos ingleses y lápidas de mármol de Carrara.[29][30]
- Casa Museo Tornini: museo privado, abrió sus puertas el 5 de noviembre de 2010. Alberga en su interior una muestra histórica relativa al puerto de Caldera, la Revolución Constituyente (1859), la guerra del Pacífico (1879-1883), y de la inmigración italiana en la zona de fines del siglo XIX.

El inmueble fue construido alrededor de 1875 por el gerente de Administración del Ferrocarril, Thomas Smith, y posteriormente adquirido por Henry B. Beazley, cónsul de Inglaterra para Copiapó, Caldera y todo el Perú. Finalmente, el 14 de octubre de 1907 fue adquirida por don Bernardo Tornini Capelli, sirviendo durante algunos años como sede viceconsular del Reino de Italia.
- Plaza Padre Negro: en la plaza se encuentra la Gruta del Padre Negro, un centro de peregrinaje construido sobre una roca por el sacerdote colombiano Crisógono Sierra, conocido localmente como el Padre Negro. En su interior existen vigorosas pinturas murales del pintor Luis Enrique Cerda.
- Muelle Candelaria. Puerto Punta Padrones: entró en operaciones en 1995, convirtiéndose en el primer muelle minero ecológico. A través de él se embarca el concentrado de cobre de la Compañía Minera Candelaria, inicialmente filial de la compañía norteamericana Phelps Dodge, adquirida en 2007 por Freeport-McMoRan Copper & Gold Inc, y en 2014 por la canadiense Lundin Mining.
- Faro de Punta Caldera, su luz blanca da destellos cada 12 segundos. 
 Para llegar a este faro -cercano a la ciudad- es posible recorrer el trayecto a pie, en una caminata. Paralelamente, una embarcación tipo trimarán permite divisar el faro y sus islotes próximos, donde nidifican pingüinos de Humboldt y otras aves.

### Galería

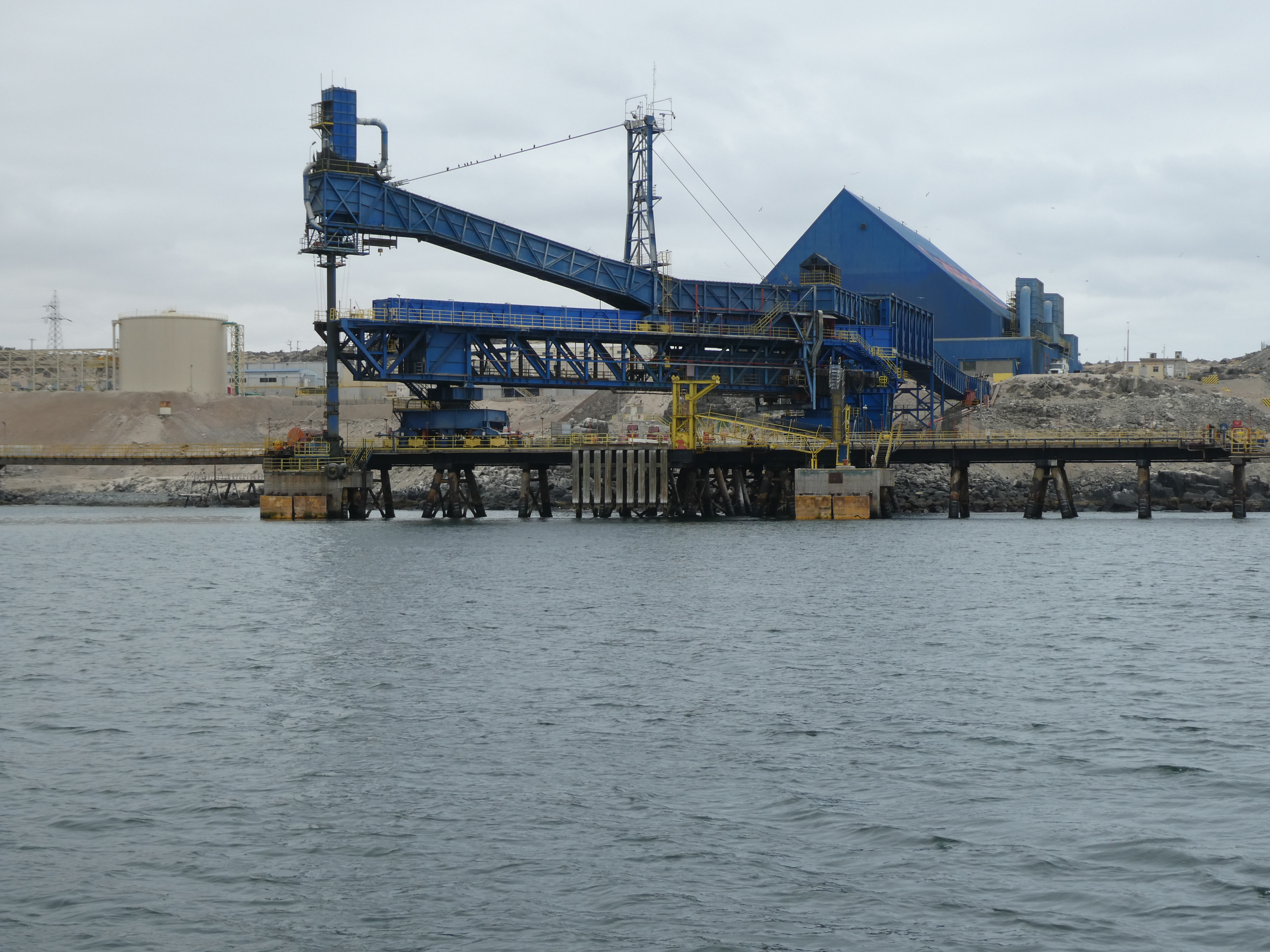
Muelle Candelaria. Puerto Punta Padrones.
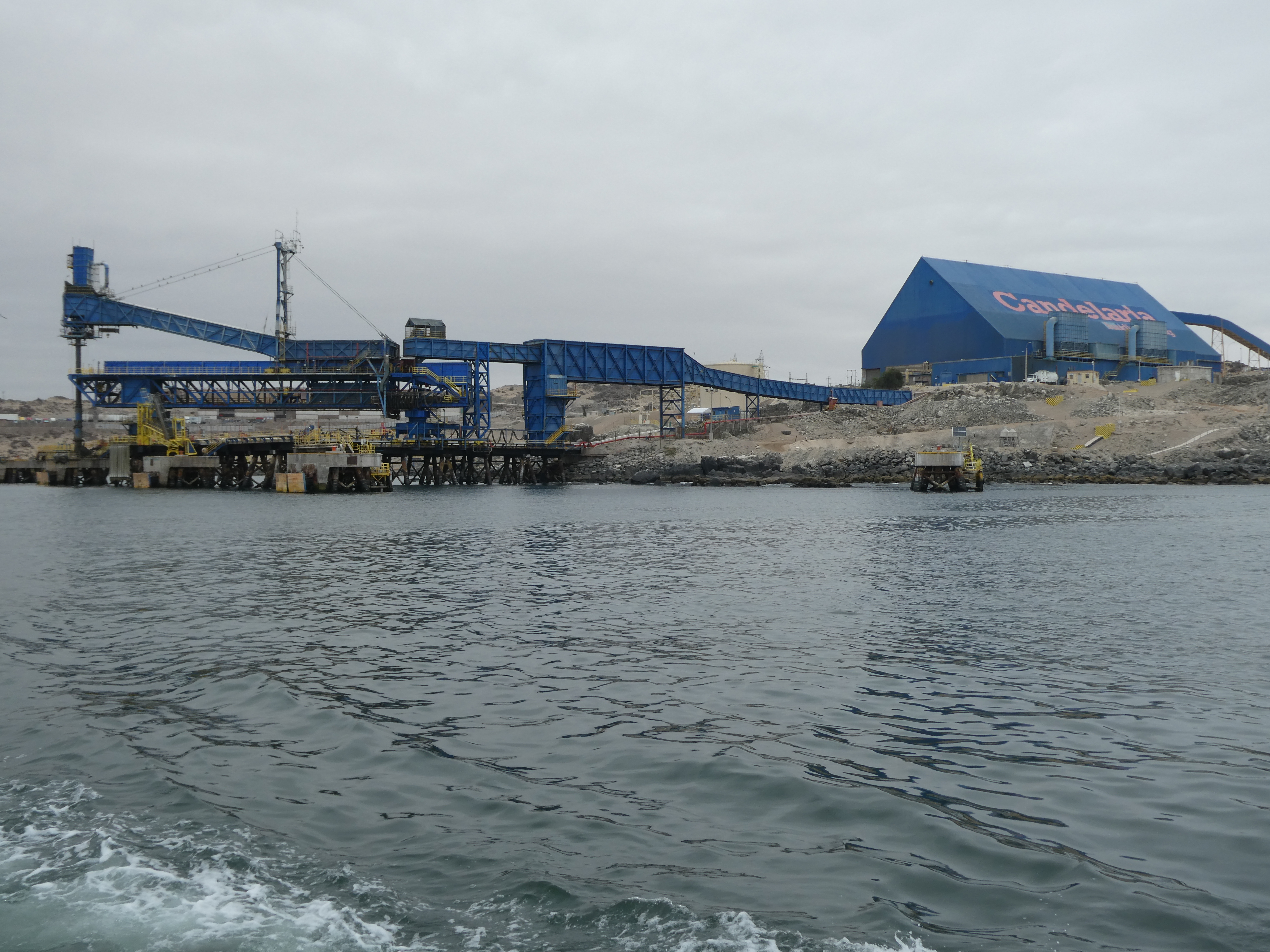
Muelle Candelaria, de la compañía canadiense Lundin Mining.
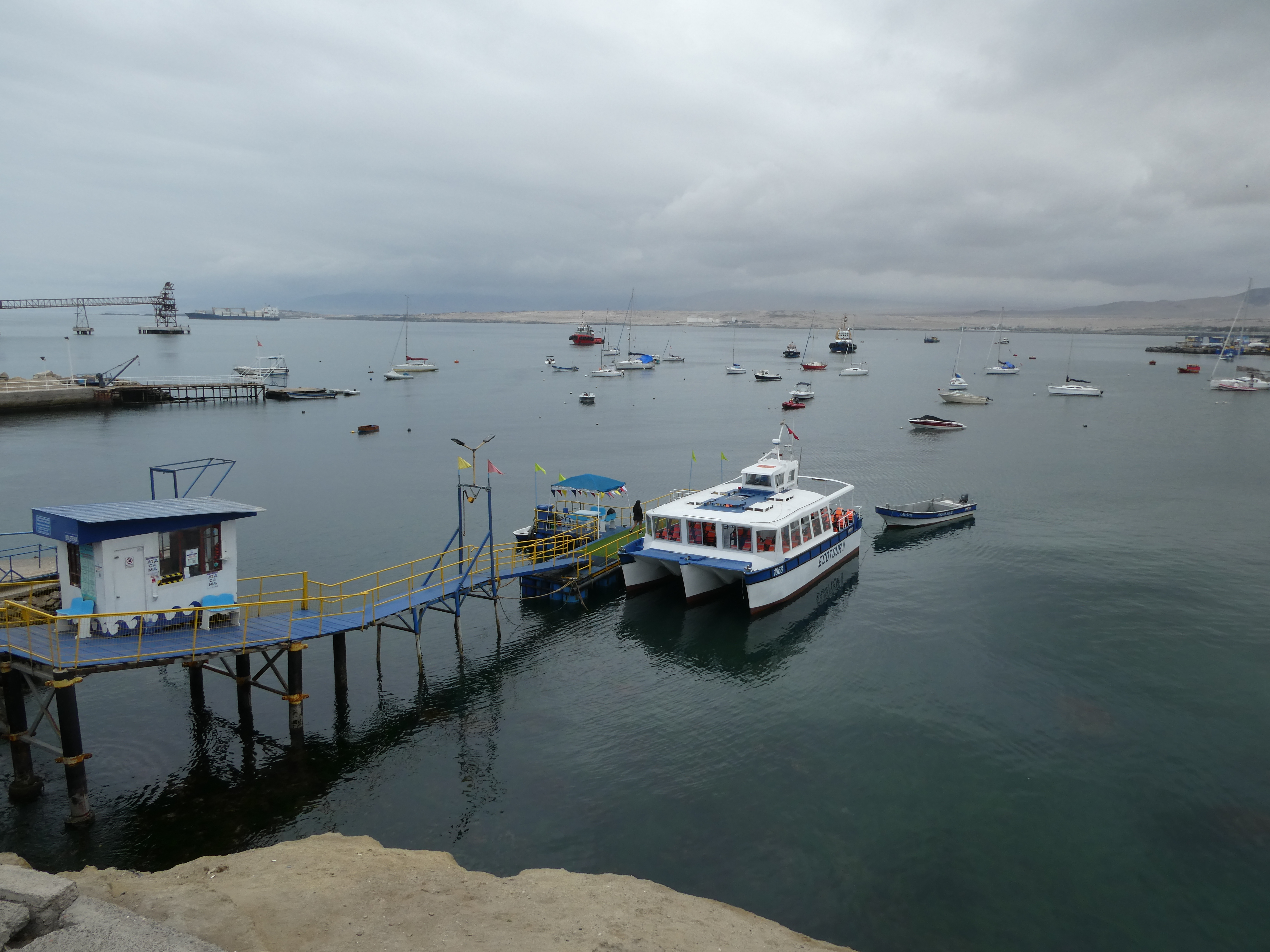
Trimarán turístico, en la bahía de Caldera.
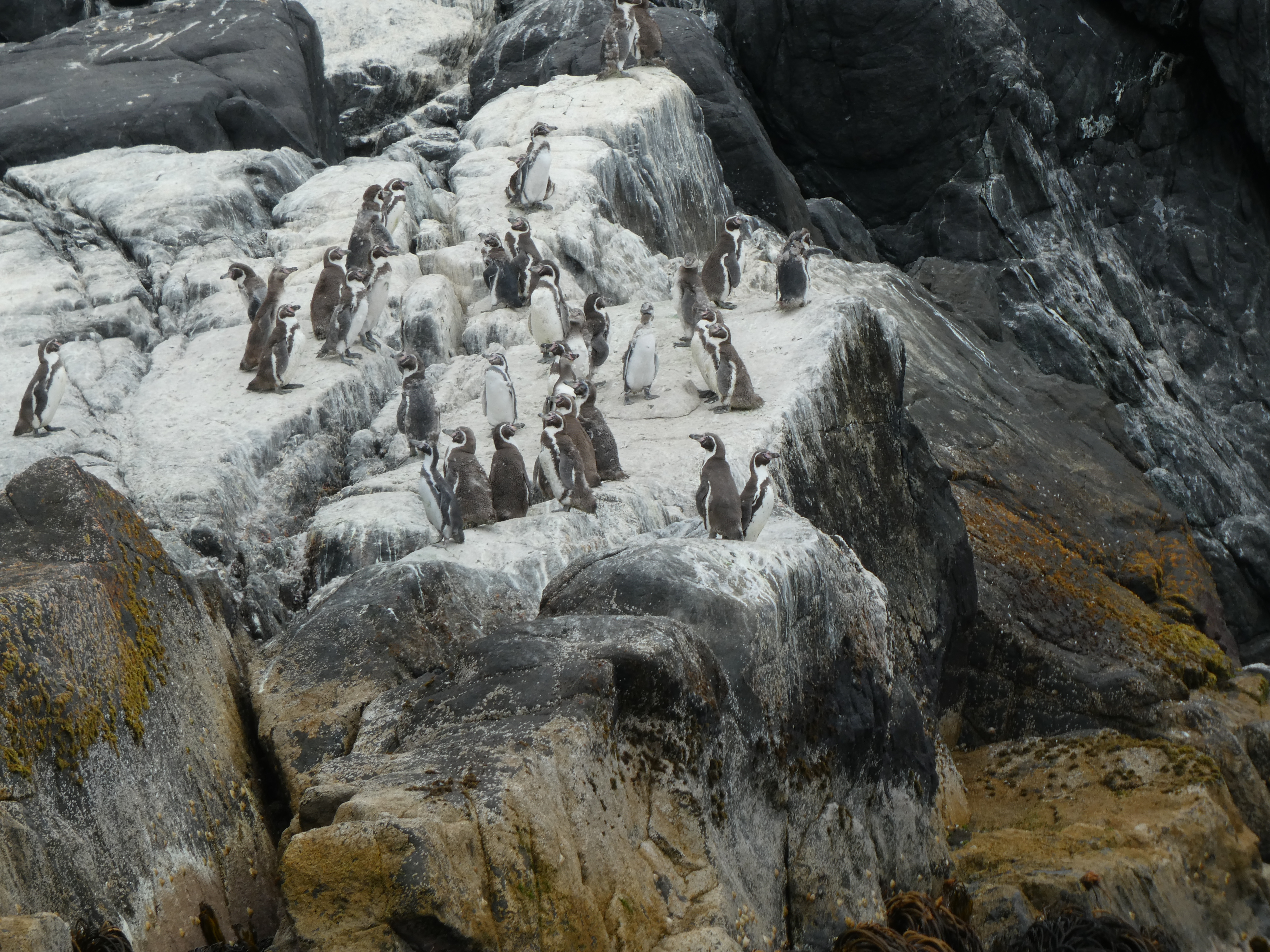
Colonia de pingüinos de Humboldt.

### Rurales

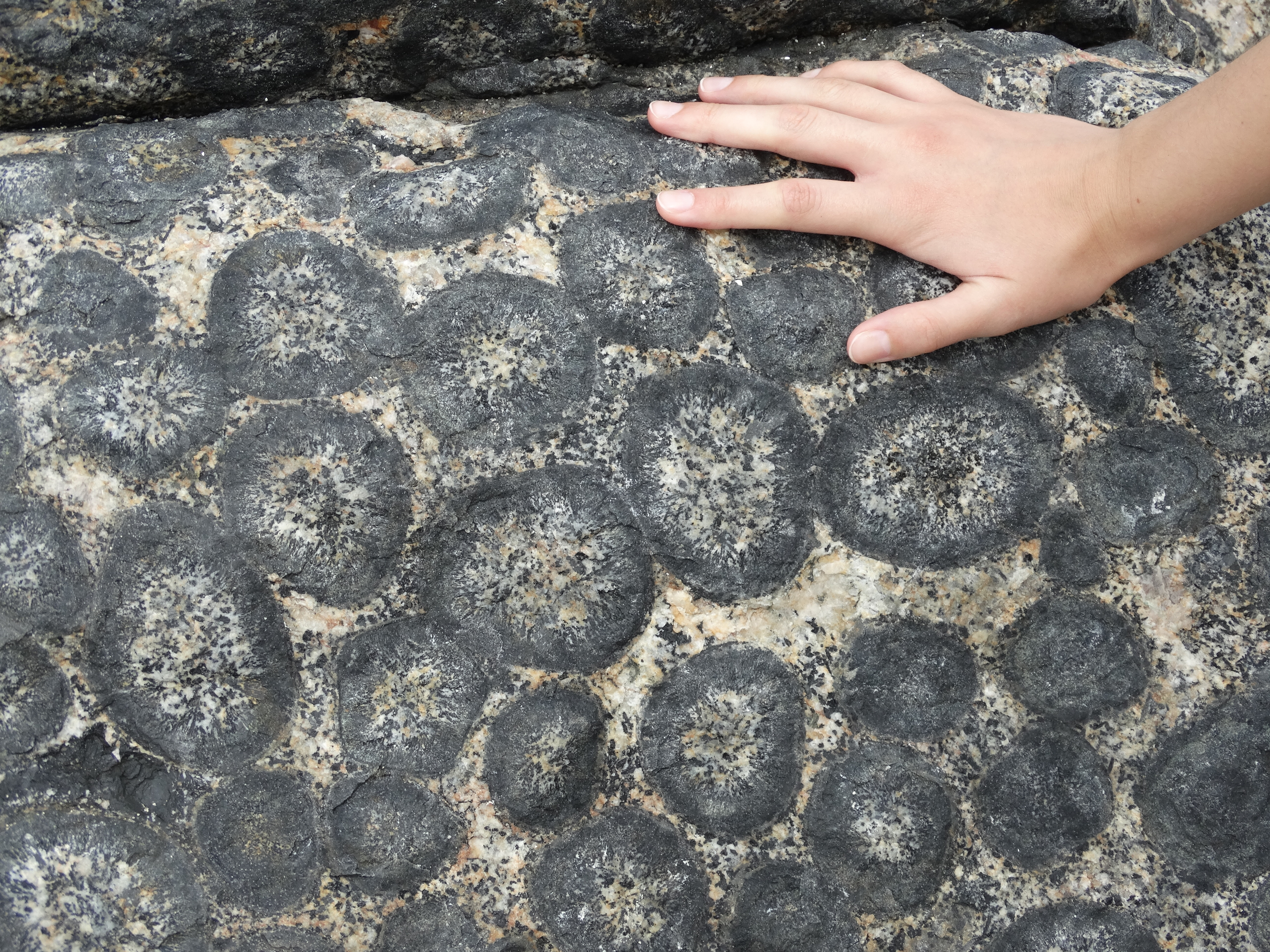
Granito orbicular.

- Santuario de la Naturaleza Granito Orbicular: ubicado en un lugar de fácil acceso, esta rareza geológica está ubicada a 11 km de Caldera, un poco más al norte de Playa Rodillo. Es una formación de una pequeña extensión, aproximadamente 400 m², de rocas graníticas con estructuras esféricas por crecimiento concéntrico de minerales, una variedad denominada granito orbicular. 
 Dada lo peculiar de esta formación, se le declaró santuario de la naturaleza en 1981 y está protegido por las leyes de conservación que se aplica a este tipo de monumentos.

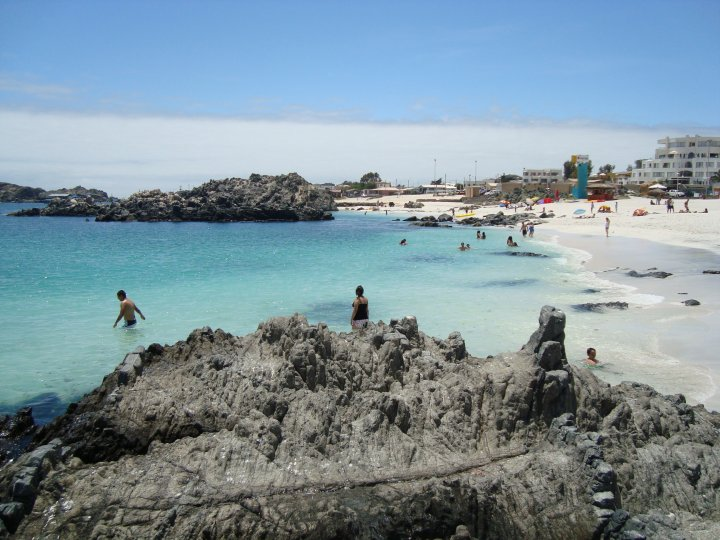
Playa de Bahía Inglesa.

- Bahía Inglesa: conocido balneario ubicado a corta distancia del puerto (6 km), a través de un camino asfaltado. Con una población de 135 habitantes (censo 2002), debe su nombre a la visita que hiciera el corsario inglés Edward Davis. Es destacada por sus arenas blancas y sus aguas particularmente templadas, además de contar con toda la infraestructura necesaria para albergar y atender a turistas. En el verano es altamente concurrida por visitantes tanto nacionales como extranjeros. Existen instalaciones de acampada, hoteles, restaurantes y casas de veraneo que pueden ser arrendadas en el mismo lugar. Existe en la bahía un museo submarino.
- Playa La Virgen: ubicada a 35 km al sur de Bahía Inglesa y 68 km al poniente de Copiapó se encuentra esta playa de arenas blancas y aguas cálidas que ha sido considerada la mejor playa de Chile.[32] Su nombre se debe a que camino a la playa existe una roca que de manera natural simula la imagen de una Virgen. Esta playa cuenta con servicios de Campamento, Cabañas y estacionamientos, el acceso a la playa es solo para vehículos livianos.
- Otras playas: al norte, Zapatilla, Rodillo, Ramada y Los Pulpos; al sur, Las Machas, Caleta Los Patos, Chorrillos, Las Ágatas, Verde Vértigo, Los Cisnes, Isla Chata, Las Salinas, Puerto Viejo, Playa La Virgen y Barranquilla.

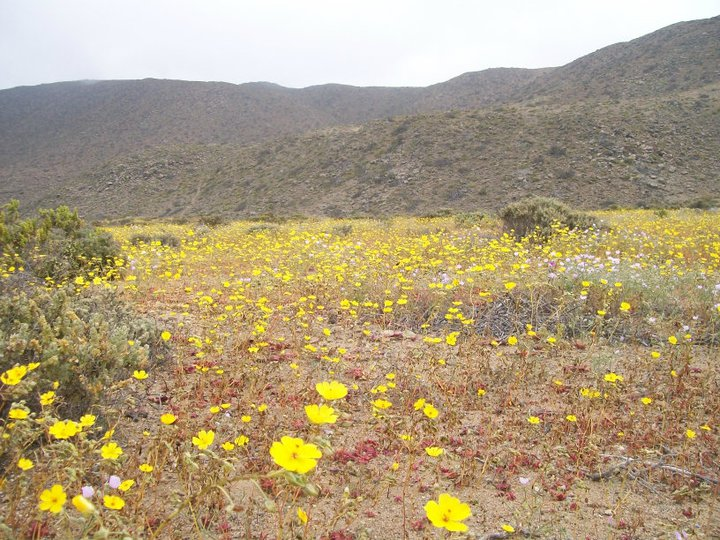
Sector El Morro, Caldera, durante el fenómeno del Desierto florido.

- Desierto florido: la ocasional caída de lluvias en la zona desértica que rodea a Caldera, provoca el renacer de semillas ocultas entre las secas arenas y tierra, y estas a su vez, con el nacimiento de flores da vida a lo que se conoce como Desierto florido, fenómeno que cada cierto tiempo es posible de disfrutar. 
 En los años 1983, 1987, 1991, 1997, 2002 , 2005, 2010 y 2011 ha sido posible disfrutar de esta especial situación, que permite a su vez, el nacimiento de formas de vida (tales como insectos), que se ven favorecidos con este hábitat esporádico y de singular belleza. Lagartos, aves y avispas, entre otros, proliferan durante este periodo, que comienza a ser visible luego de una o dos semanas de acaecidas las lluvias.
- Cerro Ballena. Yacimiento paleontológico de origen marino del Mioceno, junto a la Carretera Panamericana. Ha proporcionado más de 40 esqueletos de cetáceos en conexión anatómica.[33]

## Ciudades hermanas
Argentina
- Lules[34]
- Villa Castelli[35]
- Villa Unión[36]
- General Lamadrid

## Localidades y límites comunales
La comuna de Caldera alberga la ciudad de Caldera; los pueblos Loreto, Bahía Inglesa y Puerto Viejo; las aldeas Rodillo y Caleta Barranquilla; los caseríos Caleta Obispito, Aeródromo, Posada Copec, Caserón, Playa de Maldonado, Alcantarilla, Punta Vial, Punta Tres Cruces, Las Gaviotas, Caleta Los Patos, Punta Domínguez, Piedras Bayas, Caleta Los Médanos, Caleta Bajo Blanco y Playa La Virgen.
| Noroeste: Mar chileno | Norte: Chañaral | Nordeste: Chañaral / Diego de Almagro |
| Oeste: Mar chileno    |                 | Este: Copiapó                         |
| Suroeste: Mar chileno | Sur: Copiapó    | Sureste: Copiapó                      |

## Deportes

### Fútbol
Juventus de Caldera, en su condición de reciente campeón regional amateur, participó en la Copa Chile 2009.

## Medios de comunicación

### Radioemisoras
FM
- 88.3 MHz - Radio María
- 89.1 MHz - Candelaria
- 90.1 MHz - Radio Rebuena
- 90.5 MHz - Radio Carolina
- 91.1 MHz - Radio Santuario
- 92.7 MHz - Caldera Visión Radio
- 93.7 MHz - Radio Festiva
- 94.9 MHz - Radio Barquito
- 95.5 MHz - FM Okey
- 96.1 MHz - Caldera Fm
- 96.9 MHz - Radio Bío-Bío
- 97.5 MHz - Radio Tamarugal
- 99.3 MHz - Radio Caliente (Local)
- 99.7 MHz - Bahía Radio (Local)
- 100.5 MHz - Nostálgica FM
- 101.3 MHz - Radio Atacama
- 101.9 MHz - Radio Maray
- 103.3 MHz - Radio Gennesis
- 104.1 MHz - Madero FM
- 105.5 MHz - Radio Nuevo Tiempo
- 106.7 MHz - Radio Interactiva FM
- 107.1 MHz - Radio El Pulpito (Radio Comunitaria)
- 107.3 MHz - Radio Nautilius (Radio Comunitaria)
- 107.9 MHz - Radio Amanecer (Radio Comunitaria)

Prensa Escrita Radio Norte Atacama.cl

### Televisión
TDT
- 7.1 - Chilevisión HD
- 7.2 - UChile TV
- 13.1 - Canal 13 HD
- 13.2 - T13 En Vivo